# Brian Gubby
Brian Gubby, britanski dirkač Formule 1, * 17. april 1934, Epsom, Surrey, Anglija, Združeno kraljestvo.
V svoji karieri je nastopil le na domači dirki za Veliko nagrado Velike Britanije v sezoni 1965, kjer se mu z dirkalnikom Lotus 24 lastnega privatnega moštva ni uspelo kvalificirati na dirko.

## Popolni rezultati Formule 1
(legenda) (odebeljene dirke pomenijo najboljši štartni položaj, poševne pa najhitrejši krog, †-uvrščen kljub odstopu)
| Leto | Moštvo      | Šasija   | Motor     | 1   | 2   | 3   | 4   | 5      | 6   | 7   | 8   | 9   | 10  | Prv | Toč |
| ---- | ----------- | -------- | --------- | --- | --- | --- | --- | ------ | --- | --- | --- | --- | --- | --- | --- |
| 1965 | Brian Gubby | Lotus 24 | Climax V8 | JAR | MON | BEL | FRA | VB DNQ | NIZ | NEM | ITA | ZDA | MEH | -   | 0   |